# 미치 휴어
미치 휴어(Mitch Hewer, 1989년 7월 1일 ~ )는 잉글랜드의 배우이다.

## 출연 작품
- 2008년 ITV 브리타니아 하이
- 2007년 E4 스킨스 시즌1,2